# Cia. Hering
A Companhia Hering é uma empresa brasileira especializada em vestuário integrante do Grupo Azzas 2154. Seu principal produto, a marca Hering, também foi sinônimo do grupo empresarial mantido pela empresa até o ano de 2021 como um todo, que abrange também as marcas Hering Kids (moda infantil), Hering Intimates, Dzarm e Hering Sports.

## História

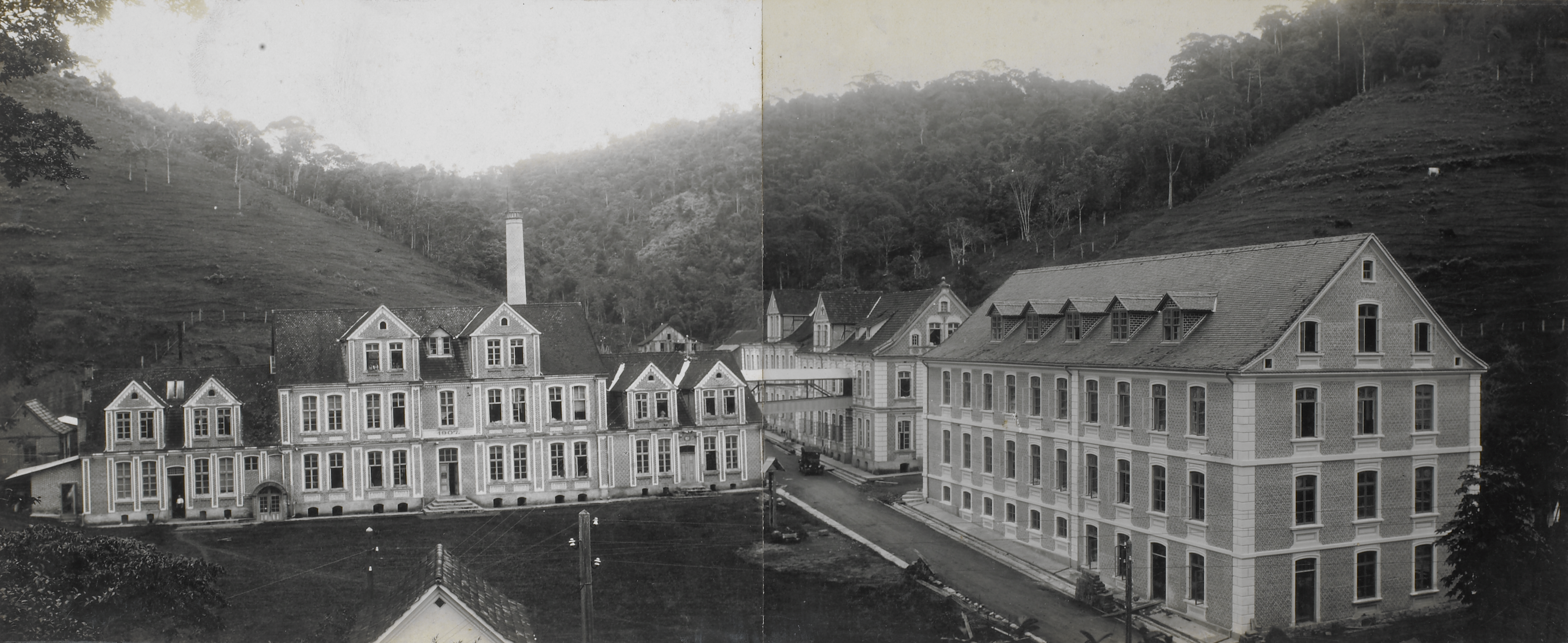
Fábrica da Companhia Hering em Blumenau, na década de 1920.

Fundada pelos irmãos alemães Bruno e Hermann Hering em 1880, a Cia. Hering é uma das mais antigas companhias brasileiras ainda em atividade. Tendo iniciado atividades de venda para lojas terceiras, ao passar dos anos, a área de atuação foi expandida para o varejo e o sistema de franquias. Hering é a palavra alemã que designa o arenque, daí o logotipo da companhia ser composto de dois peixinhos, um simbolizando cada irmão.
A sede e principais fábricas da Cia. Hering ficam em Blumenau, no estado de Santa Catarina, constituindo-se do maior grupo privado empregador da cidade. Foi a primeira empresa têxtil brasileira a exportar seus produtos, em 1964. 
Até a década de 1980, a venda dos produtos era majoritariamente realizada por representantes comerciais, que vendiam produtos da marca para lojas terceiras. A partir da década de 1990, principalmente no ano de 1994, a rede iniciou o sistema de lojas franqueadas por todo o Brasil. 
O controle da empresa permaneceu até o ano de 2021 nas mãos da família Hering, data em que o grupo carioca SOMA fechou acordo de aquisição total da Cia. Hering e todas as suas marcas Em 2024, numa fusão com a Arezzo foi formada a Azzas 2154.

## Social
A Cia. Hering é parceira da campanha "O Câncer de Mama no Alvo da Moda", realizada no Brasil pelo São Camilo Oncologia. A companhia foi a primeira autorizada a licenciar produtos com a marca do projeto — um conhecido alvo azul.

## Lojas
Em 2020 a empresa contava com uma estrutura de 794 lojas espalhadas por todas as regiões do país, estas se dividem entre as três marcas da empresa, sendo 701 da marca Hering nos países Brasil, Paraguai, Uruguai e Bolívia, 76 da Hering Kids no Brasil e Paraguai, 3 da Dzarm, apenas no Brasil e além destas, ainda existem 9 basic shops, que vendem todas as marcas. Da soma total de lojas, 80 são próprias da empresa e 714 são franquias. No mundo digital são 4 lojas.
Com a aquisição da empresa pelo Grupo SOMA, o conglomerado de lojas passa a ser o maior do Brasil no setor de vestuário. 

## Unidades Produtivas
Até o ano de 2020, segundo consta no relatório anual da empresa, a Cia. Hering teve sua produção organizada em cinco unidades. Duas estão em Blumenau, são elas Bom Retiro e Itororó. No estado de Goiás existem outras três unidades, uma está localizada em Goianésia, outra em Paraúna e a última em São Luís de Montes Belos. Além destas, na cidade de Anápolis está localizado o centro de distribuição, mas vale ressaltar que a unidade Bom Retiro também realiza distribuição, principalmente para a região Sul do Brasil.

Nos últimos anos, a empresa passou a optar pela importação de seus principais produtos da China, visto a competitividade do mercado brasileiro diante dos baixos preços de importados. A empresa também começou a se aproximar de startups para identificar inovações que possam melhorar seus produtos e processos.